# أشلي أمبروز
أشلي أمبروز (بالإنجليزية: Ashley Ambrose)‏ هو لاعب كرة قدم أمريكية أمريكي، ولد في 17 سبتمبر 1970 في نيو أورلينز في الولايات المتحدة.

## وصلات خارجية
- أشلي أمبروز على موقع مرجع كرة القدم المحترفة.كوم (الإنجليزية)